# 명지초등학교 삼길포분교
명지초등학교 삼길포분교는 대한민국 충청남도 서산시 대산읍 화곡리 산1에 있었던 공립 초등학교이다.

## 연혁
- 1964. 10. 1. : 명지국민학교 삼길포분실로 개교
- 1968. 3. 1. : 명지국민학교 삼길포분교로 승격
- 1996.03.01. : 명지초등학교 삼길포분교로 개칭
- 2003. 3. 1. : 명지초등학교 삼길포분교장 명지초등학교로 통폐합